# Lamprolepis nieuwenhuisii
Lamprolepis nieuwenhuisii — вид сцинкоподібних ящірок родини сцинкових (Scincidae). Ендемік Калімантану. Вид названий на честь нідерландського дослідника та лікаря Антона Віллема Н'ювенхейса.

## Поширення і екологія
Lamprolepis nieuwenhuisii мешкають на заході острова Калімантан, на території Індонезії та малазійських штатів Сабах і Саравак. Вони живуть в кронах вологих рівнинних і гірських тропічних лісів. На горі Кінабалу зустрічаються на висоті 915 м над рівнем моря.